# Настанак и еволуција галаксија
Проучавање настанка и еволуције галаксија је једно од најактивнијих истраживања у астрофизици. Видљива материја универзума је концентрисана у галаксијама, које представљају основне астрономске екосистеме у којима се звезде рађају, развијају и умиру. Структурне карактеристике галаксија и њихова дистрибуција у простору, примарно су одређене процесима формирања галаксије, док друге карактеристике и еволуција галаксија кроз време зависе углавном од процеса настанка и еволуције звезда. Процењује се да постоји око 125 милијарди галаксија у свемиру.

## Настанак галаксија
Модерна космологија се заснива на космолошком принципу, хипотези да је универзум просторно хомоген и изотропан, као и на Ајнштајновој теорији општег релативитета, према којој су структуре просторног времена одређене дистрибуцијом масе у универзуму. Модерна космологија омогућава предвиђање термалне историје универзума и његовог садржаја материје. Пошто се до данашњег дана универзум све више шири и испуњен је микроталасним фотонима, претпоставља се да је био мањи, гушћи и врелији у ранија времена. Врућа и густа средина раног универзума обезбеђује услове под којима се дешавају различите реакције међу елементарним честицама, једрима и атомима, тако да настанак галаксија суштински зависи од садржаја материје и енергије.
Актуелна космологија сматра да се универзум састоји од три главне компоненте. Поред бариона, протона, неутрона и електрона, који чине универзум видљивим, астрономи указују и на присуство тамне материје и тамне енергије. Мада је природа тамне материје и тамне енергије још увек непозната, верује се да је одговорна за више од 95% енергетске густине универзума. Према данас најпопуларнијем моделу ΛCDM (енгл. Lambda Cold Dark Matter - ламбда хладна тамна материја), раван универзум се састоји 75% од енергетске густине, 21% од хладне тамне материје (CDМ) и 4% од бариона.
Према инфлационој теорији универзум је прошао кроз фазу брзе експоненцијалне експанзије (тзв. инфлације), узроковане енергијом вакуума једног или више квантних поља. У многим, али не свим инфлационим моделима, квантне флуктуације у овој енергији вакуума могу изазвати пертурбације густине, што објашњава разноврсност структура галаксије.
Према хијерархијској теорији настанка галаксија, халои тамне материје расту хијерархијски, тј. већи халои настају сливањем мањих прогенитора, што се описује интеграционим стаблом. Када се два слична халоа тамне материје интегришу, насилна релаксација брзо трансформише орбиталну енергију прогенитора у енергију унутрашњег везивања квази-еквилибријумских остатака. Ако прогениторски халои садрже централне галаксије, те галаксије се такође интегришу као део насилно релаксирајућег процеса, стварајући нову централну галаксију у крајњем систему. Ако су два интегришућа халоа врло различите масе, динамички процеси су мање насилни. На овај начин настаје већина, ако не и све елиптичне галаксије.
Галаксије и универзум имају много већу масу од оне израчунате на основу видљивих звезда и гасова, па се верује да у универзуму доминира тамна материја непознате природе, која се налази свуда, изузев у унутрашњим деловима светлих галаксија. Сматра се да су видљиве галаксије само концетрати обичне материје смештене у центрима много масивнијих и распрострањених тамних халоа.
Тамни халои галаксија су први настали као део динамичке еволуције универзума великих размера, а затим се гас кондензовао унутар ових халоа да би формирао видљиве галаксије. У већини космичких модела, тамна материја иницијално доминира свуда, а обична материја садржи само малу фракцију те масе. Иницијални хаотични период формирања халоа трајао је вероватно трећину историје галаксије и током тог периода формирање звезда се дешавало у подсистемима халоа. Неколико различитих феномена је предложено за посматрање брзе еволуције спирала у кластере и прасак звезда изазваним интеракцијом галаксија са блиским окружењем или са врелом средином.
Слични трендови са црвеним померајем могу постојати дуж поља галаксија, чије боје типично постају плавље у мањим магнитудама. Међутим, недавно је откривено да многе од тих плавих објеката, пронађених у DEEP истраживањима (енгл. DEEP Survey), нису сјајне галаксије у широким црвеним померајима, већ патуљасте галаксије са умереним црвеним померајем вредности од само неколико десетих делова.
Такође је евидентно да многе галаксије, са високим црвеним померајем, садрже старије и више симетрично дистрибуиране популације звезда, чија је старост бар 1 гигагодина.
Ово би могло указивати да оне нису праве примитивне галаксије са својом првом звезданом формацијом, него већ добро формиране елипсоидне галаксије са више субсеквентних епизода активности.

## Морфологија галаксија
Постоје три основна типа галаксије: спирални, елиптични и неправилни.
Елиптичне галаксије су благо заравњене, углавном обликоване насумичним кретањем својих звезда, без преовлађујућег правца. Ове галаксије садрже мало прашине и углавном старије звезде.
Спиралне галаксије су, међутим, изразито спљоштени ротирајући дискови, па отуда се често називају и диск галаксијама. Назив „спирални“ потиче од чињенице да гасови и звезде у диску формирају јасне спиралне облике. У спиралним крацима доминирају вреле (младе) звезде и облаци међузвездног гаса и прашине. Најбројније су од свих галаксија и чине 62% свих галаксија у свемиру. И Млечни пут и Андромедина галаксија су спиралне галаксије. Наша галаксија, Млечни пут, садржи неколико пута 1010 звезда и има пречник који је неколико стотина пута мањи него средње растојање између светлих галаксија. Елиптичне и спиралне галаксије се, такође, називају и раним и касним типовима галаксија.

Међутим, већина галаксија нису савршени ни елипсоиди ни дискови, већ комбинација оба (неправилне галаксије). Једна од најранијих класификационих шема за галаксије, која је још увек у употреби, је Хаблова секвенца, која представља редослед мешавина дискоидних и елипсоидних компонената у галаксији, које се рангирају од раног типа елиптичних (прави елипсоиди) до касног типа спиралних (прави дискови). Важан аспект Хаблеове секвенце је да многе унутрашње карактеристике галаксије, као што су луминозност, боја и гасни састав, мењају се систематично дуж ове секвенце. Поред тога, дискови и елипсоиди се вероватно значајно разликују у механизмима настанка. Због тога, морфологија галаксија или њихова позиција у Хаблеовој секвенци је директно повезана са њиховим настанком. Али, нису све галаксије сврстане у ову „спиралну/елиптичну“ класификацију, као тзв. патуљасте галаксије и класа светлијих галаксија. 
Активна галаксија је галаксија која емитује енергију из извора који нису звезде, прашина и гас, већ из тзв. супермасивне црне рупе, која емитује зрачење због материјала који у њу упада.

## Еволуција галаксија
Динамичка еволуција се односи на утицаје сила унутар кластера и група галаксија. Оне су посебно одговорне за обликовање галаксија утицајима окружења. Такође и унутрашњи динамички ефекти могу учествовати у обликовању галаксија. Нпр, галаксија може настати у конфигурацији која ће бити нестабилна у неком каснијем временском периоду. Те нестабилности могу тада редистрибуирати масу и угаоне моменте унутар галаксије, мењајући њену морфологију.
Такође, галаксије током времена мењају и свој хемијски састав (хемијска еволуција). У астрономији, сви хемијски елементи тежи од хелијума се заједнички означавају као "метали“. Масена фракција барионске компоненте (нпр. врели и хладни гасови, звезде) у металима се назива металичност. Нуклеарне реакције током прва три минута универзума (епоха примордијалне нуклеосинтезе) створиле су примарно водоник (~75%) и хелијум (~25%), са врло малом мешавином метала, у којој доминира литијум. Сви други метали универзума настају касније, као последица нуклеарних фракција у звездама.
Еволуција хемијског састава гаса и звезда у галаксијама је важна из неколико разлога. Пре свега, луминозност и боја стеларне популације зависе од металичности звезда; друго, ефекат хлађења гаса такође строго зависи од његове металичности (више метала у гасу значи брже хлађење); треће, мале честице тешких елемената, познате као зрна прашине, које су помешане са међузвезданим гасом у галаксијама, могу апсорбовати значајну количину светлости звезда и поновно је емитовати у инфрацрвеним таласним дужинама.
Хојл (енгл. Hoyle) и Тајлер (енгл. Tayler) су 1964. године публиковали резултате који се односе на објашњење велике количине хелијума, који се издвојио из Великог праска. Три године касније, Вагонер (енгл. Wagoner) и сарадници (1967. године) су направили детаљно израчунавање комплетне мреже нуклеарних реакција, потврђујући раније резултате и сугеришу да се велика количина и других лаких изотопа, као што су хелијум-3, деутеријум и литијум, може објаснити примордијалном нуклеосинтезом. Ово откриће снажно подржава теорију Великог праска. Године 1965. откриће космичких позадинских микроталаса је показало да је тај процес био изотропан и имао температуру (2,7К) тачно у рангу очекиваном у моделу Великог праска. Ово је установило модел Великог праска као стандардан у космологији, статус који се одржава све до данашњег дана.